# 哭泣的赤鬼
《哭泣的赤鬼》是濱田廣介所作的兒童文學。是濱田的代表作，並被學校教科書採用，初版於1965年12月偕成社出版。

## 故事概要
很久很久以前，在某座山中，住著一個赤鬼。赤鬼一直想和人類做好朋友。於是就寫了一塊告示牌，並在上寫著「這裡是心地善良的鬼所住的家。不論如何都歡迎大家前來作客。這裡有好吃的點心。也有熱茶供大家飲用」，並把告示牌佇立在自己家門前。
可是，看到這告示的人們對這種事情難以置信，因此沒有任何一人敢到赤鬼家來玩。赤鬼感到非常傷心，對於得不到人們的信任而感到懊悔，終於他忍受不住這樣的情形，就把好不容易立起來的告示牌給拔了出來。
當赤鬼一人獨自傷心的時候，正好赤鬼的朋友青鬼來拜訪。在聽了赤鬼的話後，青鬼就開始思考起來，看要怎麼幫助他。
於是，青鬼就提議「到人類居住的村子去大鬧一場。在那之後赤鬼出來好好懲罰青鬼。這樣人類就會明白赤鬼是善良的鬼」這樣的對策。雖然赤鬼覺得這樣會對青鬼很不好意思，但青鬼並不在意，在說服赤鬼後，青鬼就帶著他，前往人們居住的村子的方向去了。
青鬼先襲擊村子裡的一對老夫婦，嚇壞的老爺爺和老奶奶趕快去向村子裡的其他人求救，在村民到來以後，赤鬼就如青鬼所說好的，趕緊懲罰了青鬼，之後兩人離開村子跑回了山上。目睹經過的村人在事後討論，結果覺得赤鬼真的是善良的。作戰成功後，村子裡的人三不五時的就到赤鬼的家裡玩，而赤鬼在取得了人類的信任後關係變得很好。與人類變成好朋友的赤鬼，在接下來的每一天的日子裡都和村子裡的人玩得很愉快，很充實地過著每一天。
但是，對於赤鬼來說有一件事情他很在意。那就是，他的好朋友青鬼在那之後就沒有來找他玩了。現在他能夠和村裡的人們關係良好並一起生活，都是多虧了青鬼的幫忙，赤鬼為了想知道青鬼最近過得如何，就去拜訪了青鬼的家。但是，卻發現青鬼的家的門戶是關著的，並發現門旁貼著一張紙。
那就是「赤鬼，好好的和人們處好關係，並祝你的生活快快樂樂。如果，我再繼續和你來往的話，人們說不定會認為你也是個壞鬼。所以，我決定要出門去旅行了，我永遠不忘記你的。再見了，要好好保重身體，我是你永遠的好朋友」，青鬼寫的信。
赤鬼沉默的看著那封青鬼寫的信並在閱讀數遍以後，終於按捺不住自己的眼淚而哭了起來。在那之後，赤鬼就再也沒有見到青鬼了。

## 相關項目
- 1989年，「親切的藍鬼」被採用為香川縣的「熱烈歡迎觀光客的親切運動」。[1]
- 鬼的紅兵衛（おにの赤べえ） - 童話會時代的弟子寺村輝夫所創作傳說故事的代表作。與「哭泣的紅鬼」與之對抗，寺村用了好幾冊書籍寫的故事。
- 2011年，山崎貴與八木龍一聯合導演打造全3D動畫化的電影，公開預定的標題是「麻吉妖怪島（friends もののけ島のナキ）」。
- 被輕小說Re:從零開始的異世界生活引用，並作為其中配角蕾姆與拉姆的隱喻。
- 《俺物語！！》中也有赤鬼與青鬼的故事，其中的青鬼與赤鬼的性格同樣是砂川誠與剛田猛男真實寫照。
- 電玩遊戲《原神》也在荒瀧一斗的傳說任務引用了這則故事，裡面提到一斗就是赤鬼的後代。

## 外部連結
- （日語） 哭泣的紅鬼